# АВБВ
АВБВ — силовий кабель з алюмінієвими жилами, з ізоляцією із ПВХ пластикату, з поясною ізоляцією із ПВХ стрічок, в оболонці із ПВХ пластикату.

## Призначення
Силовий кабель АВБВ призначений для передачі і розподілу електричної енергії в стаціонарних установках на номінальну напругу до 1 кВ частотою 50 Гц.

## Застосування
Кабель застосовується для прокладки:
- в землі (траншеях) з низькою, середньою або високою корозійною активністю, з наявністю або відсутністю блукаючих струмів;
- на повітрі при наявності небезпеки механічних пошкоджень в ході експлуатації;
- для прокладання в сухих або вологих приміщеннях (тунелях), каналах, кабельних поверхах, шахтах, колекторах, виробничих приміщеннях, частково затоплюваних спорудах при наявності середовища зі слабкою, середньою або високою корозійною активністю;
- для прокладки в пожежонебезпечних приміщеннях;
- для прокладки у вибухонебезпечних зонах класів B-Іб, B-Іг, В-II, В-IIa.